# Клинтон (Конектикат)
Клинтон (енгл. Clinton) насељено је место без административног статуса у америчкој савезној држави Конектикат.

## Демографија
По попису из 2010. године број становника је 3.368, што је 148 (-4,2%) становника мање него 2000. године.
| Група             | 2000.         | 2010.         |
| Белци             | 3.182 (90,5%) | 2.988 (88,7%) |
| Афроамериканци    | 22 (0,6%)     | 26 (0,8%)     |
| Азијати           | 42 (1,2%)     | 70 (2,1%)     |
| Хиспаноамериканци | 237 (6,7%)    | 241 (7,2%)    |
| Укупно            | 3.516         | 3.368         |